# Erioptera whitei
Erioptera whitei là một loài ruồi trong họ Limoniidae. Chúng phân bố ở vùng Tân nhiệt đới.